# Lankanaltica
Lankanaltica là một chi bọ cánh cứng trong họ Chrysomelidae.
Chi này được miêu tả khoa học năm 2003 bởi Kimoto.

## Các loài
Chi này gồm các loài:
- Lankanaltica fulva Kimoto, 2003